# Коральник синьощокий
Коральник синьощокий (Callaeas wilsoni) — вид горобцеподібних птахів родини коральникових (Callaeidae).

## Поширення
Ендемік Нової Зеландії. Поширений на Північному острові та низці суміжних дрібних островів.

## Опис
Птах завдовжки 38 см та вагою 200—250 г. Оперення сірого забарвлення. Крила та хвіст тяжіють до коричневих відтінків. В основі дзьоба є яскраві вирости шкіри синього забарвлення. Лице чорного кольору. Дзьоб чорний і порівняно короткий.

## Спосіб життя
Трапляється поодинці або парами. Літають неохоче, максимум до сотні метрів. Живиться рослинним кормом — ягодами, плодами, листям, квітами; лише в сезон розмноження самиці можуть поповнювати раціон комахами. Сезон розмноження триває з жовтня по березень. Утворює моногамні пари, які залишаються разом на все життя. Гніздо у вигляді об'ємної чаші, будують серед гілок дерев. У гнізді 1-3 білих яйця. Інкубація триває 18 днів. Самець підгодовує самицю під час насиджування. За пташенятами доглядають обидва батьки.